# Turnpike trust
 (août 2020).
Si vous disposez d'ouvrages ou d'articles de référence ou si vous connaissez des sites web de qualité traitant du thème abordé ici, merci de compléter l'article en donnant les références utiles à sa vérifiabilité et en les liant à la section « Notes et références ».

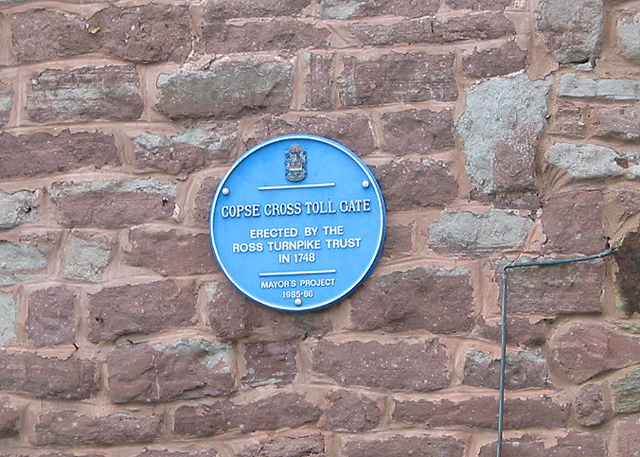
Exemple d'une plaque installée par un Turnpike Trust sur une rue dont il a la charge.

Les turnpike trusts, institués au Royaume-Uni par une loi de 1707, sont des organismes indépendants publics chargés de collecter des commissions sur le trafic routier pour améliorer les routes, au moment où se développe le concept de public trust.
Les commissions font payer les usagers venant d'autres régions mais aussi les collectivités locales, qui doivent conserver les sommes, sous l'autorité d'un contrôleur et d'un trésorier, veillant à ce qu'elles soient réinvesties dans l'entretien et l'amélioration du réseau routier.
Plus de 20 000 miles de routes sont sous le contrôle des turnpike trusts avant les années 1830, pour des commissions annuelles de 1,5 million de livres sterling.
Ce système encourage la création d'un système de diligences. John Metcalf (en) (1717-1810), qui a combattu les « rébellions jacobites » de 1745, a par exemple institué une diligence entre Knaresborough et York. De 1765 à sa mort en 1810, il conçoit et construit la plupart des nouvelles routes du Lancashire et du Cheshire, d'une longueur totale de 185 miles.